# Hleadîn, Cernihiv
Hleadîn (în ucraineană Глядин) este un sat în comuna Mnov din raionul Cernihiv, regiunea Cernihiv, Ucraina.

## Demografie
Componența lingvistică a localității Hleadîn
     Ucraineană (100%)
Conform recensământului din 2001, toată populația localității Hleadîn era vorbitoare de ucraineană (100%).